# T.J.ゾイク
ティモシー・ジェームズ・ゾイク（Timothy James Zeuch, 1995年8月1日 - ）は、 アメリカ合衆国オハイオ州ウォーレン郡メイソン出身のプロ野球選手（投手）。右投右打。MLBのシンシナティ・レッズ所属。

## 経歴

### プロ入り前
2013年のMLBドラフト31巡目（全体924位）でカンザスシティ・ロイヤルズから指名されたが、契約せずにピッツバーグ大学へ進学した。

### プロ入りとブルージェイズ時代
2016年のMLBドラフト1巡目（全体21位）でトロント・ブルージェイズから指名され、プロ入り。契約後、傘下のルーキー級ガルフ・コーストリーグ・ブルージェイズでプロデビュー。A-級バンクーバー・カナディアンズとA級ランシング・ラグナッツでもプレーし、3球団合計で9試合に先発登板して0勝2敗、防御率4.50、38奪三振を記録した。
2017年はルーキー級ガルフ・コーストリーグ・ブルージェイズとA+級ダニーデン・ブルージェイズでプレーし、2球団合計で15試合（先発14試合）に登板して3勝6敗、防御率3.56、51奪三振を記録した。オフにはアリゾナ・フォールリーグに参加し、ピオリア・ハベリーナズに所属した。
2018年はA+級ダニーデンとAA級ニューハンプシャー・フィッシャーキャッツでプレーし、2球団合計で27試合に先発登板して12勝8敗、防御率3.17、105奪三振を記録した。
2019年、マイナーではA+級ダニーデンとAAA級バッファロー・バイソンズでプレーし、2球団合計で15試合に先発登板して4勝3敗、防御率3.74、51奪三振を記録した。また、AAA級バッファローに所属していた8月19日のロチェスター・レッドウイングス戦ではノーヒットノーランを達成した。9月3日にメジャー契約を結んでアクティブ・ロースター入りし、同日のアトランタ・ブレーブス戦でメジャーデビュー。この年メジャーでは5試合（先発3試合）に登板して1勝2敗、防御率4.76、20奪三振を記録した。
2020年は3試合（先発1試合）に登板して1勝0敗、防御率1.59、3奪三振を記録した。
2021年7月20日にDFAとなった。

### カージナルス時代
2021年7月25日に金銭とのトレードで、セントルイス・カージナルスへ移籍した。

### レッズ時代
2022年6月3日にシンシナティ・レッズとマイナー契約を結んだ。

## 詳細情報

### 年度別投手成績
| 年 度    | 球 団    | 登 板 | 先 発 | 完 投 | 完 封 | 無 四 球 | 勝 利 | 敗 戦 | セ 丨 ブ | ホ 丨 ル ド | 勝 率 | 打 者 | 投 球 回 | 被 安 打 | 被 本 塁 打 | 与 四 球 | 敬 遠 | 与 死 球 | 奪 三 振 | 暴 投 | ボ 丨 ク | 失 点 | 自 責 点 | 防 御 率 | W H I P |
| -------- | -------- | ----- | ----- | ----- | ----- | -------- | ----- | ----- | -------- | ----------- | ----- | ----- | -------- | -------- | ----------- | -------- | ----- | -------- | -------- | ----- | -------- | ----- | -------- | -------- | ------- |
| 2019     | TOR      | 5     | 3     | 0     | 0     | 0        | 1     | 2     | 0        | 0           | .333  | 99    | 22.2     | 22       | 2           | 11       | 0     | 0        | 20       | 2     | 0        | 13    | 12       | 4.76     | 1.46    |
| 2020     | TOR      | 3     | 1     | 0     | 0     | 0        | 1     | 0     | 0        | 0           | 1.000 | 47    | 11.1     | 9        | 1           | 4        | 0     | 0        | 3        | 0     | 0        | 2     | 2        | 1.59     | 1.15    |
| 2021     | TOR      | 5     | 3     | 0     | 0     | 0        | 0     | 2     | 0        | 0           | .000  | 74    | 15.0     | 21       | 6           | 9        | 0     | 0        | 8        | 0     | 0        | 16    | 11       | 6.60     | 2.00    |
| MLB：3年 | MLB：3年 | 13    | 7     | 0     | 0     | 0        | 2     | 4     | 0        | 0           | .333  | 220   | 49.0     | 52       | 9           | 24       | 0     | 0        | 31       | 2     | 0        | 31    | 25       | 4.59     | 1.55    |

- 2021年度シーズン終了時

### 年度別守備成績
| 年 度 | 球 団 | 投手（P） | 投手（P） | 投手（P） | 投手（P） | 投手（P） | 投手（P） |
| 年 度 | 球 団 | 試 合     | 刺 殺     | 補 殺     | 失 策     | 併 殺     | 守 備 率  |
| ----- | ----- | --------- | --------- | --------- | --------- | --------- | --------- |
| 2019  | TOR   | 5         | 0         | 3         | 0         | 0         | 1.000     |
| 2020  | TOR   | 3         | 0         | 0         | 0         | 0         | ----      |
| 2021  | TOR   | 5         | 1         | 0         | 1         | 0         | .500      |
| MLB   | MLB   | 13        | 1         | 3         | 1         | 0         | .800      |

- 2021年度シーズン終了時

### 背番号
- 71（2019年）
- 35（2020年）
- 29（2021年）